# 織田信正
織田 信正（おだ のぶまさ）は、戦国時代から江戸時代初期にかけての武将。
『系図纂要』によれば、織田信長の庶長子であるというが、一般的には信長の子として存在を認められていない。他方で、見性寺（左京区）の寺伝によれば、同寺の開基で、信長の庶子から村井春長軒の養子となった村井 重勝（むらい しげかつ）は同一人物であるという。

## 生涯

### 『系図纂要』による信正
天文23年（1554年）5月5日、尾張那古野城で誕生した。これが正しければ、信忠よりも3年早く生まれたことになり、信長最初の子供ということで庶長子と記されている。幼名を於勝丸。母は信長家臣の塙直政（後に原田姓に改める）の妹、明鏡院智勝尼。
永禄9年（1566年）、13歳で元服し、通称を帯刀と称して、古渡城城主となった。天正2年（1574年）、20歳の時、従五位下大隅守に叙任された。翌年、21歳の時には従五位上主膳正に昇任した。天正6年（1578年）、24歳の時、従四位下侍従に昇進。
天正13年（1585年）に隠居して、京都見性に庵を開き、翌年、32歳の時、剃髪して見性軒と号した。
正保4年（1647年）11月25日、没した。享年94。法名は見性寺正誉英厳了盛。

### 見性寺伝による重勝
『京都坊目誌』によると、信長と村井貞勝の菩提を弔うために見性寺を創建した開基の村井重勝は、信長の「庶子」で「貞勝に養育された者」であるという。諸系図でこれに該当する者はおらず、前述の信正のことを指したものであろうと考えられる。
天正10年（1582年）の本能寺の変に際しては、前田玄以と共に二条新御所にあった、とされる。
天正16年（1588年）6月、信長および信忠ほかの本能寺の変で討ち死にした家臣らの七回忌の法要を見性寺で営んだ。関白豊臣秀吉もこの法要に参詣し、見性寺には寺領が与えられ、年貢も免除されることになった。後年、この処置は徳川家康の時代にも引き継がれ、寺領も安堵された。
正保4年11月25日、94歳で没した。京都左京区正往寺町の見性寺には重勝とその母の墓があり、『京都坊目誌』の項はその由来を記したものである。

## 子孫
『系図纂要』によると、長子は信衡で、母は織田信広（信長の庶兄）の娘。次子は的寿（的壽）で、母は村井貞勝の娘。信衡は天正2年（1574年） に古渡城で生まれ、幼名は勝若丸。通称は三郎四郎。帯刀大夫。聚楽第で豊臣秀次に仕えたが、文禄4年（1595年）に出家して松雲軒と号し、寛文3年に90歳で没したという。信衡の子に信直、母は織田信孝の娘（賢子）であるという。信直は元和2年（1616年）生まれ、幼名は菊若、通称は権三郎。元禄16年（1703年）に亡くなり、享年89。孫に信輝が記され、いずれも帯刀を称している。
他方で『地下家伝』によると、天正年間に院雑色となった際に、重勝は平姓織田氏から原田姓に改めたとあり、朝廷の院雑色を務めた地下家の（橘姓）原田家も、村井重勝（信正）の子孫を称する。重勝の子に重次、重次の子に正重、正重の子を直張としているが、それぞれ重勝は信正と、重次は信衡と、正重は信直と、生年月日が同じに記されており、同一人物の別名のようである。

## 織田信正を描いた作品
- 壬生一郎『信長の庶子』（2019年 - 、既刊4巻）イラスト：土田健太 - 織田信正を主人公とした架空戦記。